# Нагорода «Піонер комп'ютерної галузі»
Піонер комп'ютерної галузі (англ. Computer Pioneer Award: досл. переклад «Комп'ютерний піонер», зустр. також «Піонер комп'ютерної техніки» та «Піонер інформаційних технологій») — нагорода, що була заснована в 1981 році радою керуючих Комп'ютерного товариства IEEE (одне з найбільших товариств IEEE) для визнання та вшанування очевидних заслуг людей, які здійснили значний внесок в створення та функціонування комп'ютерної індустрії. Нагорода надається видатним індивідам, чий основний внесок в концепцію та розвиток комп'ютерної галузі був зроблений щонайменше п'ятнадцяти років тому.
Нагороджений відзначається бронзовою медаллю Товариства.
Номінувати можуть своїх колег професіонали комп'ютерної галузі, які на їхній погляд заслуговують на дану нагороду.

## Лауреати
| Рік  | Лауреат                                    | Значимий внесок |
| ---- | ------------------------------------------ | --- |
| 2021 | Пітер Деннінг                              | За визначний внесок у віртуальну пам’ять, інфраструктуру Інтернету та комп’ютерну освіту. |
| 2021 | Моті Юнг                                   | За трансформаційні інновації в «Trust in Computation» (Довіра до обчислень); зокрема, винахід «зловмисної криптографії» та новаторський внесок у «розподілені криптосистеми». |
| 2020 | Дімітріс Терзопулос                        | За провідну роль у розробці комп’ютерного зору, комп’ютерної графіки та медичної візуалізації за допомогою новаторських досліджень, які допомогли об’єднати ці галузі та вплинули на суміжні дисципліни в інформатиці та за її межами.                                                                    |
| 2020 | Джек Донгарра                              | За лідерство в області високопродуктивного математичного програмного забезпечення. |
| 2019 | Лаура Хаас                                 | За піонерські інновації в архітектурі об’єднаних баз даних та в інтеграції даних із кількох різнорідних джерел. |
| 2019 | Джитендра Малік                            | За провідну роль у розробці комп’ютерного зору в процвітаючу дисципліну завдяки передовим дослідженням, лідерству та наставництву. |
| 2018 | Барбара Лісков                             | За "піонерську абстракцію даних, поліморфізм, підтримку відмовостійкості та розподілених обчислень у мовах програмування CLU та Argus.” |
| 2018 | Б'ярн Страуструп                           | Піонер С++ |
| 2018 | Ларрі Пейдж                                | За створення пошукової системи Google і лідерство у створенні амбітних продуктів і дослідницьких ініціатив. |
| 2018 | Сергій Брін                                | За створення пошукової системи Google і лідерство у створенні амбітних продуктів і дослідницьких ініціатив. |
| 2016 | Граді Буч                                  | Піонерська робота в об'єктному моделюванні, що привело до появи уніфікованої мови моделювання (UML). |
| 2015 | Michael J. Flynn                           | За передові лідерські якості протягом 50 років, включаючи створення комітету TCCA та асоціації комп'ютерних фахівців SIGARCH. |
| 2015 | Peter M. Kogge                             | За розробку алгоритмів рекурсії (recurrence), розробку багатоядерних мікропроцесорних чипів та формалізація методів проектування комп'ютерного конвеєра (computer pipeline). |
| 2014 | Лінус Торвальдс                            | За піонерську розробку ядра Linux використовуючи підхід на базі відкритого програмного коду. |
| 2013 | Едвард Фейгенбаум                          | За розробку базових принципів і методів знаннє-орієнтованих систем і їхнє практичне застосування. |
| 2012 | Cleve Moler                                | За покращення якості математичного програмного забезпечення, що зробило його більш доступним і за створення MATLAB. |
| 2011 | David Kuck                                 | За піонерську архітектуру комп'ютерів з паралельними обчисленнями Illiac IV, Burroughs BSP і Cedar; та за революційні технології паралельної компіляції, що включають Parafrase та KAP Tools. |
| 2009 | Джін Саммет (Jean E. Sammet)               | За піонерську, довготривалу роботу як один із перших розробників та дослідників мов програмування |
| 2009 | Лінн Конвей (Lynn Conway)                  | За внесок в суперскалярну архітектуру включаючи динамічне багатозадачне планування інструкцій та за іновацію і популяризацію спрощених методів дизайну надвеликих інтегральних схем (VLSI). |
| 2008 | Джин Бартік                                | Програмістка та керівник однієї з перших команд програмістів на ENIAC та піонерська робота на BINAC та UNIVAC I |
| 2008 | Едвард МакКласкі Edward J. McCluskey       | Понад п'ять десятиліть дизайну та синтезу цифрових систем, включаючи перший алгоритм логічного синтезу (Метод Куайна — Мак-Класкі) |
| 2008 | Карл Адам Петрі                            | Теорія Мереж Петрі (1962) і пізніший внесок в паралельні і розподілені обчислення |
| 2006 | Mamoru Hosaka                              | Комп'ютерні технології в Японії |
| 2006 | Арнольд Шпільберг                          | Системи збору даних в реальному режимі часу, процеси управління. |
| 2004 | Френсіс Аллен                              | Теорія та практика оптимізації роботи компіляторів |
| 2003 | Мартін Річардс                             | Портативність програмного забезпечення систем з використанням мови програмування BCPL, що мало широкий вплив та використання у різноманітних академічних та промислових програмних системах. |
| 2002 | Per Brinch Hansen                          | Операційні системи та паралельне програмування, на прикладі роботи на багатопрограмній системі RC4000, монітори, та Паскаль з паралельним програмуванням |
| 2002 | Robert W. Bemer                            | Набір символів ASCII та альтернативні ASCII набори, керуючі послідовності (escape sequences). |
| 2001 | Vernon Schatz                              | Пересилання електронних платежів (Electronic Funds Transfer), що дало можливість проводити комерційні транзакції між комп'ютерами в банківських системах |
| 2001 | William H. Bridge                          | Комп'ютерні та комунікаційні технології пов'язані з комп'ютером DATANET 30 корпорації General Electric |
| 2000 | Harold W. Lawson                           | Винайдення показникових змінних і впровадження цієї концепції у PL/I |
| 2000 | Генадій Столяров                           | Програмне забезпечення для комп'ютерів серії Мінськ та програмне забезпечення інформаційних систем |
| 2000 | Георгій Лопато                             | За роботу над серією комп'ютерів "Мінськ" в Білорусі, багатокомп'ютерними комплексами і сімейством мобільних комп'ютерів RV для використання в ускладнених польових умовах |
| 1999 | Herbert Freeman                            | Комп'ютер SPEEDAC корпорації Sperry, комп'ютерна графіка та обробка зображень |
| 1998 | Irving John (Jack) Good                    | За внесок у комп'ютерну сферу як криптолог та статист під час другої світової війни у Блечлі-Парк та як один з перших працівників та розробників комп'ютера Колос в Блечлі-Парк та університетського комп'ютера Manchester Mark I, першого комп'ютера із програмою, що зберігалася в оперативній пам'яті. |
| 1997 | Homer (Barney) Oldfield                    | Банківське програмне забезпечення ERMA та комп'ютерне виробництво |
| 1997 | Francis Elizabeth (Betty) Snyder-Holberton | Компіляція програм та за розробку одного з перших програмних засобів для розробки комп'ютерних програм Sort-merge generator для комп'ютера Univac |
| 1996 | Angel Angelov                              | Комп'ютерні наукові технології у Болгарії |
| 1996 | Richard F. Clippinger                      | Перетворення ENIAC у комп'ютер з можливістю зберігання програм в оперативній пам'яттю на Абердинському випробувальному полігоні |
| 1996 | Едгар Франк Кодд                           | Абстрактна модель керування базами даних |
| 1996 | Norber Fristacky                           | Цифрові пристрої |
| 1996 | Віктор Глушков                             | Цифрова автоматизація комп'ютерної архітектури |
| 1996 | Jozef Gruska                               | Теорія обчислень та організаційної активності |
| 1996 | Jiri Horejs                                | Інформатика та комп'ютерні науки |
| 1996 | Lubomir Georgiev Iliev                     | Обчислення в Болгарії; 1-й болгарський комп'ютер; вища математика та програмне забезпечення |
| 1996 | Роберт Елліот Кан                          | Протокол TCP/IP та інтернет програми |
| 1996 | Laszlo Kalmar                              | Логічні машини в 1956 та проектування комп'ютерів |
| 1996 | Antoni Kilinski                            | Комерційні комп'ютери в Польщі та комп'ютерні науки в університеті |
| 1996 | László Kozma                               | 1930 релейні машини та ранні комп'ютери у післявоєнній Угорщині |
| 1996 | Сергій Лебедєв                             | Комп'ютер в Радянському союзі |
| 1996 | Олексій Ляпунов                            | Радянська кібернетика та програмування |
| 1996 | Romuald W. Marczynski                      | Польські цифрові комп'ютери і комп'ютерна архітектура |
| 1996 | Grigore C. Moisil                          | Багатозначна логіка в мережах з комутацією каналів |
| 1996 | Ivan Plander                               | Апаратна технологія комп'ютерів в Словаччині та комп'ютерне управління |
| 1996 | Arnold Reitsakas                           | Комп'ютерна ера в Естонії |
| 1996 | Antonin Svoboda                            | Комп'ютерні дослідження у Чехословатчині та комп'ютери SAPO і EPOS |
| 1995 | Gerald Estrin                              | Ранні комп'ютери |
| 1995 | David Evans                                | Комп'ютерна графіка |
| 1995 | Butler Lampson                             | Персональний комп'ютер |
| 1995 | Марвін Мінскі                              | Штучний інтелект |
| 1995 | Kenneth Olsen                              | Мінікомп'ютери |
| 1994 | Gerrit A. Blaauw                           | Серії комп'ютерів IBM System/36 |
| 1994 | Harlan B. Mills                            | Структурне програмування |
| 1994 | Денніс Рітчі                               | Unix |
| 1994 | Кен Томпсон                                | Unix |
| 1993 | Еріх Блох                                  | Високошвидкісні ЕОМ |
| 1993 | Jack S. Kilby                              | Вклад у винаходження інтегрованих схем |
| 1993 | Willis H. Ware                             | Проектування комп'ютерів IAS та Johnniac |
| 1992 | Stephen W. Dunwell                         | Проект Stretch (IBM 7030) |
| 1992 | Дуглас Енгельбарт                          | Людино-машинний інтерфес |
| 1991 | Боб Еванс                                  | Сумісні комп’ютери |
| 1991 | Роберт Флойд                               | Компілятори |
| 1991 | Томас Курц                                 | BASIC |
| 1990 | Werner Buchholz                            | Комп'ютерна архітектура |
| 1990 | Ч.Е.Р. Гоар                                | Визначення мов програмування |
| 1989 | Джон Кок                                   | Конвеєрні інструкції та концепція RISC процесори |
| 1989 | James A. Weidenhammer                      | Високошвидкісні механізми вводу/виводу |
| 1989 | Ralph L. Palmer                            | Електронний калькулятор IBM 604 |
| 1989 | Mina S. Rees                               | ONR Розробка та дослідження комп'ютерних систем починаючи з 1946 |
| 1989 | Marshall C. Yovits                         | ONR Розробка та дослідження комп'ютерних систем починаючи з 1946 |
| 1989 | F. Joachim Weyl                            | ONR Розробка та дослідження комп'ютерних систем починаючи з 1946 |
| 1989 | Gordon D. Goldstein                        | ONR Розробка та дослідження комп'ютерних систем починаючи з 1946 |
| 1988 | Freidrich Bauer                            | Комп'ютерні стеки |
| 1988 | Тед Гофф                                   | Мікропроцесори на кристалі |
| 1987 | Robert E. Everett                          | Whirlwind |
| 1987 | Reynold B. Johnson                         | RAMAC |
| 1987 | Артур Семюель                              | Адаптивна обробка даних відмінних від чисельних (non-numeric processing) |
| 1987 | Ніклаус Вірт                               | Pascal |
| 1986 | Cuthbert C. Hurd                           | Комп'ютерні обчислення |
| 1986 | Пітер Наур                                 | Розробка комп'ютерних мов |
| 1986 | James H. Pomerene                          | Комп'ютери IAS таHarvest |
| 1986 | Adriann van Wijngaarden                    | ALGOL 68 |
| 1985 | Джон Кемені                                | BASIC |
| 1985 | Джон Маккарті                              | LISP та штучний інтелект |
| 1985 | Алан Перліс                                | Переклад комп'ютерних мов |
| 1985 | Айвен Сазерленд                            | Графічний SKETCHPAD |
| 1985 | David J. Wheeler                           | Програмування на мові Асемблер |
| 1985 | Heinz Zemanek                              | Комп'ютер та комп'ютерна мова для Mailüfterl |
| 1984 | Джон Вінсент Атанасов                      | Електронний комп’ютер з пам’яттю |
| 1984 | Jerrier A. Haddad                          | IBM 701 |
| 1984 | Ніколас К. Метрополіс                      | Вирішення проблем ядерної енергетики на ENIAC |
| 1984 | Nathaniel Rochester                        | Архітектура електронної машини обробки даних IBM 702 |
| 1984 | Willem L. van der Poel                     | Комп'ютер з послідовними обчисленнями ZEBRA |
| 1982 | Гаррі Гаскі                                | Комп'ютер з паралельними обчисленнями SWAC |
| 1982 | Arthur Burks                               | Дизайн логіки електронних комп'ютерних схем |
| 1981 | Jeffrey Chuan Chu                          | Дизайн логіки електронних комп'ютерних схем |